# Gandamia
Gandamia est une commune rurale du Mali de l'arrondissement central de Douentza, dans le cercle de Douentza et la région de Mopti. Elle a pour chef-lieu la localité de Kikara.

## Villages
La commune s'étend sur huit localités relevées lors du recensement général de 2009. 
Les villages les plus peuplés sont :
- Kikara (1 865 habitants) ;
- M'Bounti (1 182 habitants) ;
- M'Boula (804 habitants).